# 苍子石太阳虫
苍子石太阳虫（学名：Lithelius xanthiformis）为石太阳虫科石太阳虫属的动物。在中国，分布于东海等海域。